# Sarutaiá (kommun)
Sarutaiá är en kommun i Brasilien.   Den ligger i delstaten São Paulo, i den södra delen av landet, 800 km söder om huvudstaden Brasília. Antalet invånare är 3 622.
Följande samhällen finns i Sarutaiá:
- Sarutaiá

Omgivningarna runt Sarutaiá är huvudsakligen savann. Runt Sarutaiá är det ganska glesbefolkat, med 47 invånare per kvadratkilometer.